# ЕСАБ
ЕСАБ (на шведски: Elektriska Svetsnings-Aktiebolaget, ESAB – „Електрическо заваряване“ ООД) е компания в Гьотеборг, Швеция, държаща заводи за производство на електроди в 26 страни в света. Тя е собственост на американската фирма „Колфакс“ (Colfax Corporation).

## Обща история
Първоначално шведска компания, фирмата е закупена през 1994 г. от британската „Чартър Интернешънъл“ („Charter International plc“) със седалище в Ирландия.
През 2007 година компанията купува българския завод за електроди в Ихтиман.
През януари 2012 бива закупена от американската Колфакс (Colfax Corp.). ЕСАБ служителите по целия свят са около 8500 души и има средно около 10 милиарда долара оборот на година.
През май 2012 в завода в Лаксо, Швеция уволняват 171 от общо 373 служители. Цялото уволнено отделение е прехвърлено в завода в Ополе, Полша.

## Завод в Ихтиман
През 2007 г. купува завода за електроди в Ихтиман. Закрива го през ноември 2012 г. Всички 120 работници са уволнени, машините за производство са изнесени, а останалите метални конструкции, мощности и пр. са нарязани за скрап.